# Rafiq Hilmi

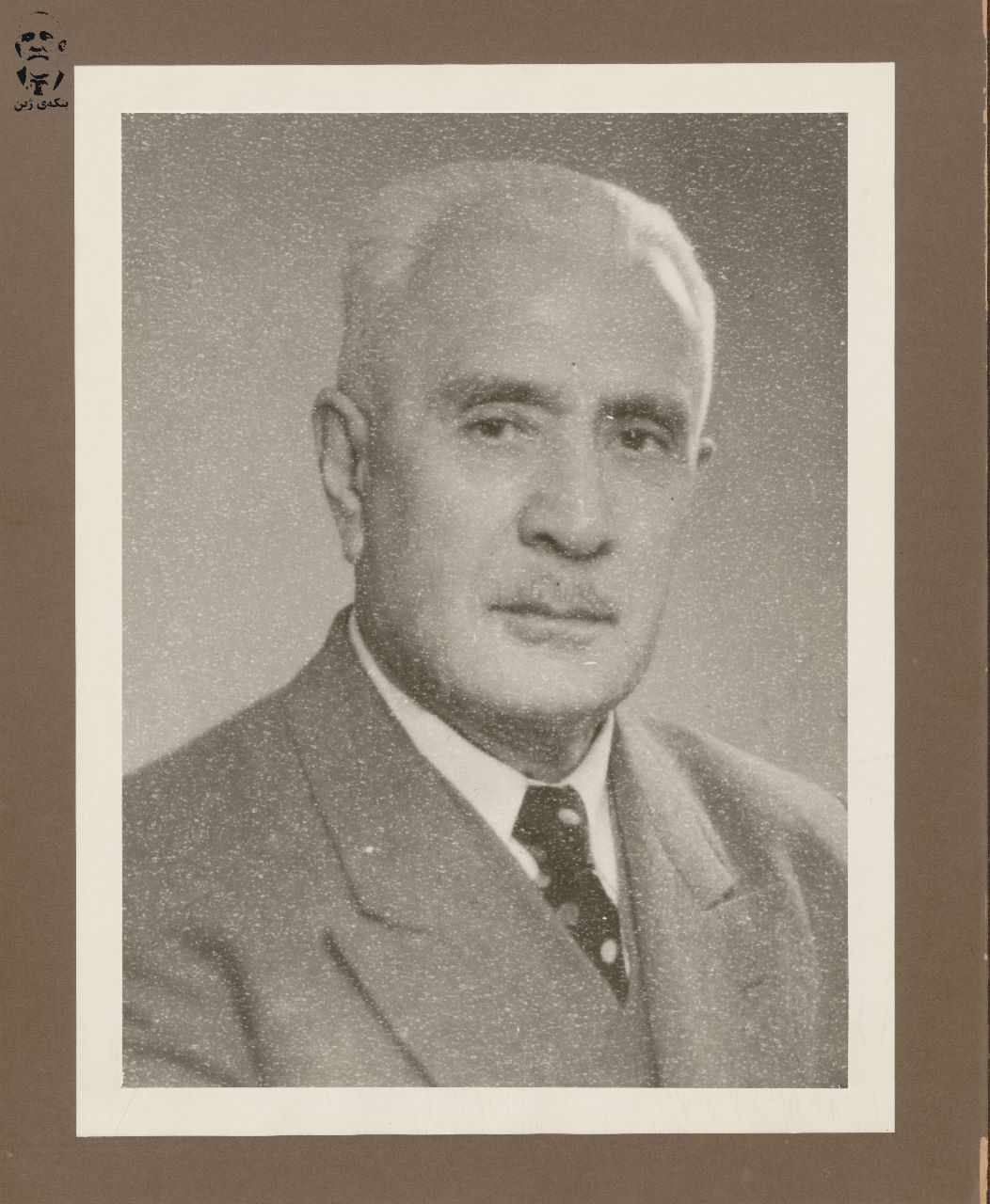
Rafiq Hilmi

Rafiq Hilmi (kurdisch رەفیق حیلمی) (geb. 1898 in Kirkuk; gest. 1960) war ein kurdisch-irakischer Historiker, Schriftsteller und Politiker.

## Leben
Er war Gründer der kurdischen Partei Hîwa im Jahr 1938 und Autor zahlreicher Bücher über die Geschichte Kurdistans und die kurdische Sprache. Nach dem Schulbesuch in Sulaimania und Bagdad setzte er seine Studien an der Militärakademie und der Technischen Schule von Istanbul fort.

### Literarische Karriere
Zu Beginn seiner Karriere schrieb er für zwei kurdische Zeitungen: Rojî Kurdistan, die offizielle Zeitung des Königreichs Kurdistan, und Bangî Kurdistan. Er wurde als begabter Literaturkritiker anerkannt, nachdem 1956 der zweite Band seiner Kurdischen Poesie und Literatur erschienen war. In diesem Werk wurden zum ersten Mal Gorans Dichtung und die Merkmale der von ihm vertretenen modernistischen literarischen Bewegung eingehend untersucht und analysiert. Er hat auch mehrere andere Bücher über die kurdische Geschichte und Politik geschrieben.

### Politisches Leben und Hîwa-Partei
Rafiq Hilmi ist in der kurdischen Politik als Gründer einer Partei namens Hîwa (Hoffnung) bekannt. Ursprünglich handelte es sich um eine geheime Organisation, die aus kurdischen Intellektuellen und Staatsbeamten bestand. Unter dem Einfluss der überwiegend arabischen Fakultät in Kirkuk wurde 1937 eine Studentenbewegung namens "Darker" (Darker ist der kurdische Begriff für Köhler, war aber etwa der italienische Begriff der "Carbonari"), aus der später die Hîwa hervorging, gegründet und von Rafiq Hilmi geleitet, die sich offen zu ihren großen Vorbildern, dem italienischen Faschismus unter Mussolini und dem deutschen Nationalsozialismus unter Hitler bekannte. Diese Professoren hatten ihren Studenten die nationale Einigung unter Fürst von Bismarck und Camillo Benso, Graf von Cavour, vor Augen geführt. Viele Kurden sahen darin ein bemerkenswertes Beispiel für die kurdische Einheit. Während das politische Programm der Hîwa hauptsächlich nationalistisch war und sich auf die Sicherung der Autonomie für Irakisch-Kurdistan konzentrierte, waren viele Mitglieder auch linksorientiert. Später, als sich die Meinungen und politischen Ansichten innerhalb der Partei immer mehr polarisierten, zersplitterte die Hîwa-Partei schließlich. Sie spaltete sich in zwei Fraktionen: einen radikalen, pro-deutschen Flügel und einen gemäßigteren, pro-britischen Flügel.
Die Hîwa unterhielt auch Verbindungen zu Aktivisten der Komala JK in Mahabad und entsandte zwei Armeeoffiziere, Mustafa Khushnaw und Mir Haj Ahmad, zur Gründungszeremonie der Komala JK im September 1942. Die Hîwa unterhielt ihre Verbindungen zur Mahabad-Bewegung bis zum Zusammenbruch der Republik Mahabad Ende 1946. Rafiq Himli bekleidete außerdem zahlreiche Ämter unter verschiedenen irakischen Verwaltungen, darunter 1943 das Amt des Bildungsdirektors in Sulaimaniya, 1954 das des stellvertretenden Gouverneurs von Bagdad und 1959 das des irakischen Kulturattachés in Ankara.

## Werke

### Belletristik
1. Kurdische Gedichte und Literatur, Vol. I, 1941. (auf Kurdisch)
2. Kurdische Gedichte und Literatur, Vol. II, 1956. (auf Kurdisch)

### Sachbücher
1. Kurd le Seretay Mêjûwewe ta kû 1920, (Kurden aus der Dämmerung der Geschichte), Mosul, 1934. (auf Kurdisch)
2. Die Geschichte Kurdistans
3. Kurdistan at the Dawn of the Century, 168 pp., New Hope Publishers, 1998.   (auf Englisch)
4. Die Wissenschaft der Arithmetik (auf Kurdisch)
5. Yaddasht, Memoirs und der Scheich Mahmud Revolution, 6 Volumen, Bagdad, 1956–1958. (auf Kurdisch)
6. Zusammenfassung des kurdischen Falles (Der Sévre-Vertrag)